# Vicenç Maria de Gibert i Serra
Vicenç Maria de Gibert i Serra (Barcelona, 21 d'abril del 1879 - Barcelona, 15 d'octubre del 1939) va ser un compositor, organista i crític musical català.

## Biografia
Va iniciar els estudis musicals de piano amb Claudi Martínez Imbert i els d'harmonia amb Lluís Millet. A partir del 1900, a l'Schola Cantorum de París, els va completar amb el professor Vincent d'Indy, piano, i Abel Decaux, orgue. El 1907 va retornar a Barcelona, on va impartir classes d'orgue i va fer concerts a l'Orfeó Català. Participà en l'estrena de la Passió segons Sant Mateu de J.S. Bach amb l'Orfeó Català, i la Missa Solemnis de Beethoven amb l'Orquestra Pau Casals. Entre 1909 i 1913 va ser organista de l'església de Nostra Senyora de Pompeia (Barcelona, 1909-13) i de l'Orquestra Pau Casals. El 1910 va inaugurar l'orgue de l'Església de Nostra Senyora de Pompeia, el 1921 el de l'església de la Puríssima Concepció, ambdós a Barcelona, i el 1922 el del presbiteri del monestir de Montserrat. Algunes de les seves obres van guanyar premis a les Festes de la música catalana. Va tenir entre els seus molts alumnes a la guitarrista Rosa Lloret Ortiz.
Paral·lelament, també va realitzar una tasca de musicòleg i de crític musical. Va succeir Felip Pedrell com a articulista de La Vanguardia en la secció titulada Quincenas Musicales. Va fundar i col·laborar intensament amb la Revista Musical Catalana on intervingué amb nombrosos articles en defensa de l'orgue durant la polèmica encetada per Jaume Pahissa (1929). Col·laborà en l'elaboració del Diccionario de la música ilustrada dirigit per Jaume Pahissa i va escriure nombroses notes de programa per a concerts de l'Associació de Música de Cambra de Barcelona. Les seves obres estan fortament influenciades per l'estètica neoclàssica i per la música popular catalana.

## Obres
Música simfònica i de cambra
| Títol         | Data de publicació | Comentaris        |
| ------------- | ------------------ | ----------------- |
| Marines       |                    | Orquestra         |
| Sonata brevis |                    | Violoncel i piano |

Cor
| Títol                                             | Data de publicació | Comentaris                        |
| ------------------------------------------------- | ------------------ | --------------------------------- |
| Cançons populars: Follia, Les nines i el carboner | 1918               | Cor mixt                          |
| El mal caçador                                    |                    |                                   |
| Goig a la Verge de Núria                          |                    | Poema coral                       |
| L'Arca de Noè, poema vocal                        | 1915               | Premi Festa de la Música Catalana |
| Nit d'Abril                                       |                    |                                   |

Veu i acompanyament (Totes cançons)
| Títol | Data de publicació | Comentaris                                      |
| --- | ------------------ | ----------------------------------------------- |
| Les campanes en flor, 1, J. Ragra | 1918               | Text de Joaquim Ruyra                           |
| Cants religiosos | 1914               | amb text de Jacint Verdaguer, per a veu i piano |
| Cançons populars catalanes | 1917               | Veu i piano                                     |
| Cançoneret de la primera jornada |                    |                                                 |
| Els tres segadors |                    |                                                 |
| La fugida |                    |                                                 |
| Pirinenques |                    |                                                 |
| Cançoneta |                    | Text de M. Folch i Torres                       |
| Les aigües mortes |                    | Text de A.Muntanyola                            |
| Els Espiadimonis Albada Cançó de Lliri-jonch Matinal Cançó d'hivern                                                                                             |                    | Textos d'Apel·les Mestres i Oñós                |
| De la primera jornada (cicle de cançons per a v. i pn.): Matinada - El ram d'or - Aculliment - De pas - Migdia - Repòs - Demanant camí - Ballades - La vetllada |                    | Textos de J. Pijoan                             |

## Escrits musicals
| Títol | Data de publicació |
| --- | ------------------ |
| L'orgue de l'Orfeó Català | 1908               |
| Cabezón, organista | 1910               |
| La glosa | 1911               |
| El cant gregorià. Fonament y Font d'inspiració de la música orgánica                                                         | 1912               |
| La música a Catalunya. Aplega de material per a contribuir a sa historia. Instruments                                        | 1915               |
| Els festivals Manén | 1918               |
| Parlament preliminar a l'audició de cançons populars catalanes celebrada a l'Ateneu Enciclopèdic Popular                     | 1922               |
| Felip Pedrell, In memoriam                                                                                                   | 1922               |
| Orgue a l'església de Sant Felip Neri                                                                                        | 1926               |
| Beethoven y Bach | 1927               |
| L'orgue a la missa solemnis                                                                                                  | 1927               |
| Vindiquem l'orgue | 1929               |
| L'orgue a l'església i el concert                                                                                            | 1929               |
| Les obres del organista Joan Cabanilles publicades per la Biblioteca de Catalunya a cura i estudi de Mn. Higini Anglès, pbre | 1930               |
| Francesc Tàrrega | 1935               |
| Després del festival de la SIMC                                                                                              | 1936               |